# Tigerschiöld
Tigerschiöld är en svensk adelsätt som härstammar från Schwaben, Tyskland. Släkten inkom 1617 till Sverige med bokbindaren Georg Hornbein (1594–1649). Hans sonson, häradshövdingen i Vemmenhögs, Skytts och Ljunits härader i Skåne, Wickman Hornbein (1654–1722), adlades 7 oktober 1686 på Stockholms slott av Karl XI med namnet Tigerschiöld och introducerades samma år 8 november under nuvarande nr 1087 bland adliga ätter.

## Personer med efternamnet Tigerschiöld
- Ernst Tigerschiöld (1855–1945), industriman
- Hugo Tigerschiöld (1860–1938), skald och ämbetsman
- Magnus Tigerschiöld (1893–1969), ingenjör
- Herbert Tigerschiöld (1905–1983), biblioteksman
- Dag Tigerschiöld (1942–2014), affärsman
- Patrik Tigerschiöld (född 1964), finansman